# Nealcidion lineatum
Nealcidion lineatum es una especie de escarabajo longicornio del género Nealcidion, tribu Acanthocinini, subfamilia Lamiinae. Fue descrita científicamente por Bates en 1863.

## Descripción
Mide 11,6 milímetros de longitud.

## Distribución
Se distribuye por Colombia, Costa Rica, Ecuador, Panamá y Venezuela.